# Península de Doberai

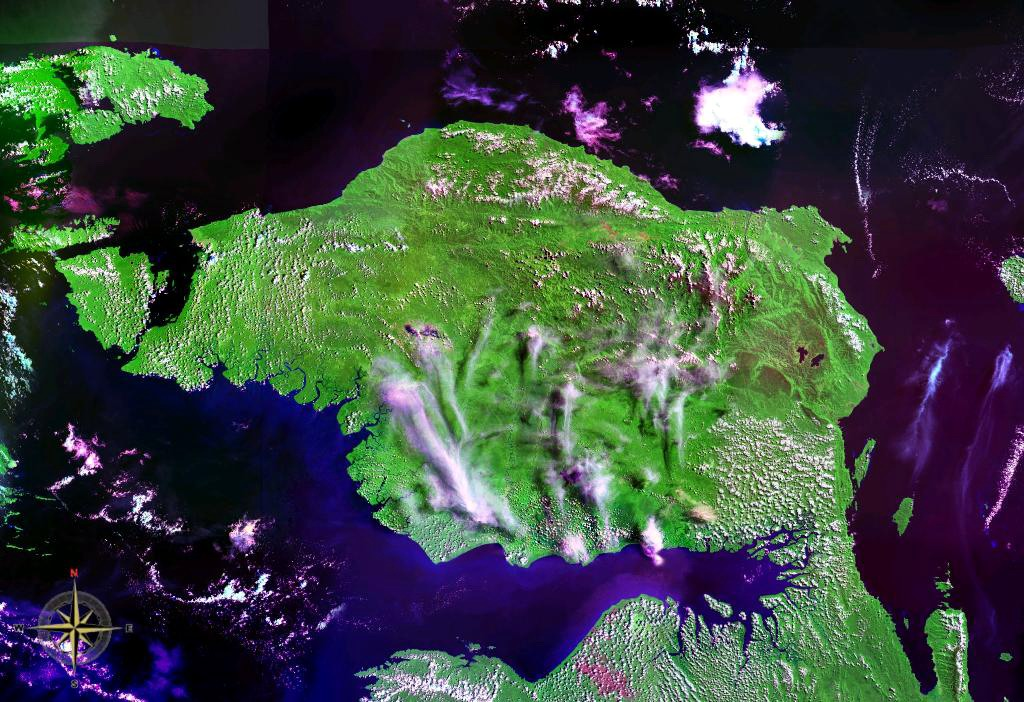
Península de Doberai em imagem de satélite (falsa cor)

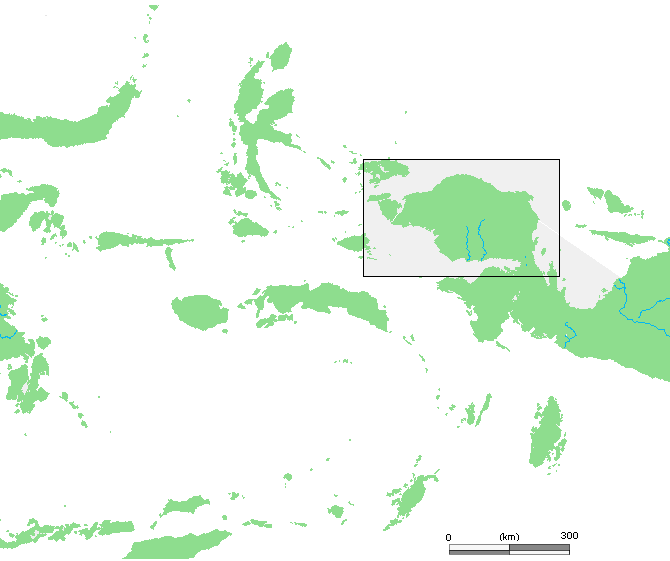
Localização da Península de Doberai.

A Península de Doberai ou Península da Cabeça de Pássaro (em indonésio:  Kepala Burung, em neerlandês:  Vogelkop) é uma enorme península que forma a parte noroeste da Nova Guiné, na Papua Ocidental e Papua Sudoeste, províncias da Indonésia, em 1° 30′ S, 132° 30′ L, a norte de outra grande península do oeste da ilha, a península de Bomberai. Separada da península pelo estreito de Dampier fica Waigeo, e o arquipélago de Raja Ampat.
O seu ponto mais elevado é o monte Arfak, com 2955 m de altitude.